# Rally Villa de Adeje
El Rally Villa de Adeje es una prueba de rally que se disputa en la localidad de Adeje en la isla de Tenerife (España) desde 1981. Es organizada por la escudería Villa de Adeje y ha formado parte del campeonato de Canarias de rally, del Campeonato de España de Rally e incluso del Campeonato de Europa de Rally en dos ocasiones: 1998 y 1999. En sus primeras tres ediciones recibió el nombre de Critérium Valle de Abona, luego se cambió por Critérium Villa de Adeje hasta el año 1990 en que se modificó por Rally Villa de Adeje.

## Historia
En el año 1995 la prueba formaba parte del campeonato de España y se disputaba tras el Rally El Corte Inglés, prueba también canaria. En esa ocasión el ganador fue Luis Monzón con el Ford Escort RS Cosworth, sin embargo Jesús Puras con el Citroën ZX 16 V fue el vencedor en la categoría del nacional, ya que dicho certamen estaba reservado a los vehículos de dos litros. La prueba se mantuvo en el calendario del nacional hasta que en 1998 fue puntuable para el campeonato de Europa con el coeficiente más bajo: 2. Al año siguiente se mantuvo también en el calendario del certamen continental aunque a pesar de ello la lista de inscritos era mayoritariamente de pilotos españoles. 
La prueba dejó de celebrarse hasta el año 2007 cuando se recuperó formando parte del campeonato de Canarias.
En 2015 regresó al calendario del campeonato de España en sustitución del Rally del Bierzo. Entre 2021 y 2022 formó parte del S-CER y desde 2023 para la Copa de España de Asfalto.

## Palmarés
| Año  | Edición                      | Piloto                     | Copiloto                 | Automóvil                  | Series    |
| ---- | ---------------------------- | -------------------------- | ------------------------ | -------------------------- | --------- |
| 1981 | 1.º Critérium Valle de Abona | José A. González Hernández | Rafael Valenzuela        | Talbot Sunbeam 424         |           |
| 1984 | 2.º Critérium Valle de Abona | José Luis Rivero           | José Negrín Báez         | BMW 323i                   |           |
| 1985 | 3.º Critérium Valle de Abona | Fernando Capdevila         | Margarita Cortecero      | BMW 635 CSI                |           |
| 1986 | 4.º Critérium Villa de Abona | José Luis Rivero           | Alfredo Medina           | Mercedes-Benz 190E 2.3 16V |           |
| 1987 | 5.º Critérium Villa de Abona | Carlos Alonso Lamberti     | José Sarmiento           | Opel Manta 400             |           |
| 1988 | 6.º Critérium Villa de Adeje | Carlos Alonso Lamberti     | José Sarmiento           | Opel Manta 400             |           |
| 1989 | 7.º Critérium Villa de Adeje | José María Ponce           | Gaspar León              | BMW M3 E30                 |           |
| 1990 | 8.º Rally Villa de Adeje     | José María Ponce           | Gaspar León              | BMW M3 E30                 |           |
| 1991 | 9.º Rally Villa de Adeje     | José María Ponce           | José Carlos Déniz        | BMW M3 E30                 |           |
| 1992 | 10.º Rally Villa de Adeje    | Ricardo Avero              | Nazer Ghuneim Olivares   | Mitsubishi Galant VR-4     |           |
| 1993 | 11.º Rally Villa de Adeje    | José María Ponce           | Gaspar León              | Ford Escort RS Cosworth    |           |
| 1994 | 12.º Rally Villa de Adeje    | José María Ponce           | Gaspar León              | Renault Clio Williams      | CERA      |
| 1995 | 13.º Rally Villa de Adeje    | Luis Monzón                | José Carlos Déniz        | Ford Escort RS Cosworth    | CERA      |
| 1996 | 14.º Rally Villa de Adeje    | Jaime Azcona               | Julius Billmaier         | Peugeot 306 S16            | CERA      |
| 1997 | 15.º Rally Villa de Adeje    | Jesús Puras                | Carlos del Barrio        | Citroën ZX Kit Car         | CERA      |
| 1998 | 16.º Rally Villa de Adeje    | Jesús Puras                | Carlos del Barrio        | Citroën ZX Kit Car         | CERA, ERC |
| 1999 | 17.º Rally Tenerife - Adeje  | Luis Monzón                | José Carlos Déniz        | Peugeot 306 Maxi           | CERA, ERC |
| 2007 | 18.º Rally Villa de Adeje    | Antonio Ponce              | Rubén González           | Škoda Fabia WRC            |           |
| 2008 | 19.º Rally Villa de Adeje    | Alfonso Viera              | Víctor Pérez             | Ford Focus RS WRC '06      |           |
| 2009 | 20.º Rally Villa de Adeje    | Juan Luis Cruz             | Carlos Arocha            | Subaru Impreza S12 WRC '06 |           |
| 2010 | 21.º Rally Villa de Adeje    | Alfonso Viera              | Víctor Pérez             | Ford Focus RS WRC '06      |           |
| 2011 | 22.º Rally Villa de Adeje    | Marco Lorenzo              | Néstor Gómez             | Ford Focus RS WRC '06      |           |
| 2012 | 23.º Rally Villa de Adeje    | Fernando Capdevila         | David Rivero             | Ford Focus RS WRC '06      |           |
| 2014 | 24.º Rally Villa de Adeje    | Iván Méndez                | Jonathan González Martín | Citroën C2 R2 Max          |           |
| 2015 | 25.º Rally Villa de Adeje    | Miguel Ángel Fuster        | Ignacio Aviñó            | Porsche 997 GT3 RS 3.8     | CERA      |
| 2016 | 26.º Rally Villa de Adeje    | Enrique Cruz               | Ariday Bonilla           | Porsche 997 GT3 RS 3.8     | CERA      |
| 2017 | 27.º Rally Villa de Adeje    | Cristian García Martínez   | Eduardo González         | Ford Fiesta R5             | CERA      |
| 2018 | 28.º Rally Villa de Adeje    | José Antonio Suárez        | Cándido Carrera          | Hyundai i20 R5             | CERA      |
| 2019 | 29.º Rally Villa de Adeje    | Iván Ares                  | David Vázquez            | Hyundai i20 R5             | CERA      |
| 2021 | 30.º Rally Villa de Adeje    | Enrique Cruz               | Yeray Mújica             | Ford Fiesta Rally2         | S-CER     |
| 2022 | 31.º Rally Villa de Adeje    | Efrén Llarena              | Sara Fernández           | Škoda Fabia Rally2 evo     | S-CER     |
| 2023 | 32.º Rally Villa de Adeje    | Enrique Cruz               | Yeray Mújica             | Ford Fiesta Rally2         | Copa      |